# Langlois
Langlois es un lugar designado por el censo ubicado en el condado de Curry en el estado estadounidense de Oregón. En el año 2010 tenía una población de 735 habitantes.

## Geografía
Langlois se encuentra ubicado en las coordenadas 42°55′25″N 124°26′59″O / 42.92361, -124.44972.